# جمالی (سیریک)
جمالی (ترکی استانبولی: Cumalı) یک محله در ترکیه است که در ناحیهٔ سریک، آنتالیا واقع شده است. جمعیت این محله تا سال ۲۰۲۲ برابر با ۲۱۳۵ نفر بوده است.